# 2012년 이집트 대통령 선거
2012년 이집트 대통령 선거(아랍어: انتخابات الرئاسة المصرية للعام 2012)는 2012년 5월 23일 ~ 24일과 6월 16일 ~ 17일 이집트에서 치러진 대통령 선거로 민주적으로 이루어진 최초의 대통령 선거이다. 개표 결과 무함마드 무르시가 당선되었다.

## 배경
튀니지에서 일어난 민주화 시위, 아랍의 봄의 여파로 2011년 이집트에서 독재 정권의 퇴진을 요구하는 시위가 벌어지면서 30년동안 집권하던 호스니 무바라크 대통령이 사임함에 따라 새로운 대통령을 뽑는 선거가 열리게 되었다.
5월 23일에서 24일, 후보 12명을 상대로 1차 투표가 이뤄졌으나 과반수를 차지한 후보가 없어 6월 16일에서 17일 다시 결선투표가 집행됐다. 무슬림 형제단 소속 무함마드 무르시와 무바라크 정권의 총리였던 아흐메드 샤피크가 접전을 벌인 결과 무르시가 당선되었다.

## 같이 보기
- 이집트의 대통령